# Dům U Jednorožce (Cheb)
Dům U Jednorožce je měšťanský dům na náměstí Krále Jiřího z Poděbrad v Chebu (č. p. 512/11). Dům je pojmenovaný podle stejnojmenného hostince, který v budově provozoval mezi let 1539 a 1553 chebský měšťan Georg Irgang.
Průčelí domu bylo spolu se sousedním domem (číslo popisné 513/12) v 18. století přestavěno v rokokovém slohu, oba tyto domy mají shodně barokní jádro. Rokokové fasády jsou stylově podobné, přímo na sebe ovšem nenavazují. Domem původně vedl průchod do sousední Školní ulice, rovnoběžné s hranou náměstí.